# 條尾魮
條尾魮（学名：Barbus urotaenia）為輻鰭魚綱鯉形目鯉科的其中一個種。該物種於1913年由乔治·亚伯特·布兰洁描述，分布於非洲剛果河上游流域，體長可達5公分。

## 扩展阅读
維基物種上的相關：條尾魮